# Utopileus semiigneus
Utopileus semiigneus là một loài bọ cánh cứng trong họ Cerambycidae.